# Charlotte Moorman
Madeline Charlotte Moorman (* 18. November 1933 in Little Rock, Arkansas; † 8. November 1991 in New York, NY) war eine US-amerikanische Musikerin, Fluxus-, Video- und Performancekünstlerin, die vor allem durch ihr Cello-Spiel Berühmtheit erlangte.

## Leben
Moorman begann im Alter von zehn Jahren Cello zu spielen. Sie gewann ein Stipendium für das Centenary College in Shreveport, Louisiana, das sie 1955 mit einem Bachelor of Arts in Musik abschloss. Ihren Magister-Titel erhielt sie an der Universität von Texas in Austin. Ihre Studien setzte sie 1962 an der Juilliard School fort.
Sie begann eine herkömmliche Konzertkarriere und war mehrere Jahre Mitglied des American Symphony Orchestra unter Leopold Stokowski. Bald fühlte sie sich aber zur multimedialen Performance-Kunstszene der 1960er Jahre hingezogen. Sie wurde eine enge Mitarbeiterin des koreanischen Avantgarde-Künstlers Nam June Paik, mit dem sie viel tourte. 1963 gründete sie das New Yorker Avant-Garde-Festival, das im Central Park und an der Staten Island Ferry bis 1980 stattfand (jährlich außer 1970, 1976 und 1979). 1965 nahm sie als Partnerin von Paik am 24-Stunden-Happening in der Galerie Parnass in Wuppertal teil.
1967 wurde sie wegen Erregung öffentlichen Ärgernisses festgenommen und angeklagt, als sie in Paiks Opera Sextronique halbnackt auftrat. Sie wurde auf Bewährung verurteilt. Durch dieses Ereignis wurde sie USA-weit als die „Oben-ohne-Cellistin“ bekannt. Der Komponist Edgar Varèse nannte sie die „Jeanne d’Arc der Neuen Musik“. Sie führte auch Paiks TV Bra for Living Sculpture (1969) mit zwei kleinen Fernsehgeräten an ihren Brüsten auf. Eine weitere denkwürdige Aufführung war Jim McWilliams' Sky Kiss unter anderem in New York, Sydney und beim Festival „Ars Electronica“ in Linz, bei der sie von heliumgefüllten Wetterballons herabhing und grellfarbige aufblasbare Skulpturen von Otto Piene im Spiel waren.
Neben ihrer Rolle als Starkünstlerin war sie auch eine erfolgreiche Sprecherin für die moderne Kunst, die die Behörden von New York und anderen Städten dazu überredete, ausgefallene und provokative Kunstperformances zu genehmigen und Plätze dafür zur Verfügung zu stellen. Die Jahre des Avant-Garde-Festivals sollen eine Zeit bisher nicht da gewesener guter Beziehungen zwischen den Künstlern und den Behörden gewesen sein.
Ende der 1970er Jahre wurde bei Moorman Brustkrebs festgestellt. Sie wurde behandelt und trat in den 1980ern trotz sich verschlechternder Gesundheit und starken Schmerzen weiter auf. Mit nur 57 Jahren starb sie an Krebs.

## Bedeutung
Charlotte Moorman gehörte zur Fluxus-Bewegung der Avantgarde- und Performancekunst und war neben ihren eigenen Leistungen auch eine enge Mitarbeiterin verschiedener namhafter Künstler der zweiten Hälfte des 20. Jahrhunderts wie Nam June Paik, John Cage, Joseph Beuys, Wolf Vostell, Yoko Ono, Carolee Schneemann, Jim McWilliams u. a. 1967 schuf Joseph Beuys ihr zu Ehren seine Arbeit Infiltration Homogen für Cello, ein in Filz eingenähtes Violoncello Moormans. Mit diesem Cello hatte sie 1966 auf dem 4. New Yorker Avant-Garde-Festival ein Konzert aufgeführt, welches Joseph Beuys Infiltration Homogen für Cello nannte.

## Ausstellungen
- 2000: The World of Charlotte Moorman. Bound & Unbound, New York.[3]
- 2017: Ein Fest des Staunens. Charlotte Moorman und die Avantgarde, 1960–1980. Museum der Moderne Salzburg.[4]